# 中国电信总局
中国电信总局是中华人民共和国主管电信行业的政府部门。沿革为中华人民共和国工业和信息化部电信管理局。

## 历史

### 接管各地电信局
1948年5月，晋冀鲁豫边区与晋察冀边区连成一片，合并成立华北解放区，1948年8月成立华北邮政总局。1948年9月上旬中共中央政治局在西柏坡召开扩大的中共中央政治局九月会议，明确提出即将建立的政权性质是无产阶级领导的以工农联盟为基础的人民民主专政，要求各级政府都要加上“人民”二字，各级政权机关都要加上“人民”二字。1948年10月，中央军委三局在河北省平山县王家沟召开关内部队通信会议，参加会议的有华北军区司令部三处处长钟夫翔、华东军区三局副局长黄荣、军委三局局长王诤、华东军区三局局长曹丹辉、晋绥军区通信处长荆振昌、西北军区三处处长龙振彪、军委三局副局长王子纲、军委三局副局长刘寅，研究了解放战争后期的通信工作，对决战时期通信保障和通信接管工作作出全面部署：（1）掌握多种通信手段，全面支撑战略决战；（2）准备大批接管地方城市通信的骨干力量，研究团结改造旧技术人员政策；（3）采用缴获、采购、自制相结合的方式，搞好通信器材协调保障；（4）进一步严明通信纪律和制度；（5）切实加强通信保密和对敌暗战。10月13日，军委副主席兼总参谋长周恩来出席会议并讲话：“要敢于面向胜利，就要有所打算，有所准备。”会议结束后，军委三局根据周恩来的指示，梳理了关于接管大城市电信企业的准备工作，为中共中央、中央军委起草了相关文件。1948年10月地方电信与邮政合并统一管理。11月2日，中共中央发出了《关于建立政府系统电信管理机构与统一电信工作领导问题的指示》，对如何接收管理全国电信行业的工作作出了组织安排和政策规定。中央还决定，各地电信、邮政先分别接管，由军委三局组建电信接管部，负责新解放区的电信接管工作；由各地财经办负责建立邮政接管机构。军委三局相继组建了晋冀鲁豫、东北、华东地区通信学校及电讯工程学校，加速培训通信人才，陆续培训电信技术人员5000多人。1948年12月，华北人民政府批准改称华北人民政府交通部邮电总局，主管华北解放区邮政与电信事务。局长苏幼农，副局长成安玉、冯树章。1949年6月，电信工作划给军队，改为华北人民政府交通部邮政总局。
1949年1月初，中央军委三局局长王诤和副局长王子纲、刘寅从西柏坡出发，来到河北省获鹿县白沙村，与华北军区司令部三处处长钟夫翔、政委林伟会合，研究北平、天津解放后的通信业接管工作，明确：军委三局重点负责北平通信接管工作，华北军区重点负责天津通信接管工作；通信接管要在两市军事管制委员会的统一领导下进行。1949年1月，中央军委三局局长王诤兼任北平军事管制委员会物资接管委员会电讯部部长。李强、王子纲、刘寅兼任军管会电信接管部副部长。1949年1月31日，北平宣告和平解放。2月3日晚，王诤率领相关人员来到西长安街3号院，接管了原国民党政府华北电信总局，在此架起电台，设立了电信接管部。西长安街3号院就是后来邮电部、信息产业部及现在的工业和信息化部的机关所在地（新门牌编号为西长安街13号院）。这里早先是一个王府大院，清末民初邮传部曾设在这里，后为国民党政府华北电信总局所在地。1949年2月3日，军代表王子纲、李玉奎和地下党员李雪等率队正式接管北平电信局。当时北平电信局的业务主要包括市话、长话、电报和无线，拥有电报电路52路（国内46路、国际6路）；长途线路67路（国内有线54路、国内无线12路、国际1路）；市内电话交换机25330门（自动16100门、共电9000门、磁石230门），共有用户22451户。军管的主要任务是：立刻着手“安定情绪，恢复业务；保护资财，严防破坏；熟习情况，准备接管”；保证通信联络“解放一城，通达一地”。1949年3月23日在香山慈幼院理化馆旧址设立香山电话专用局开通运营，初装自动交换机150门，扩充线路60.24公里；后又用一天时间安装人工交换机一部。
1949年4月，按照中央军委决定，中央军委三局压缩机构，撤销了原来的三个办公室和工程处、卫生所等机构，仅保留了军队通信联络科、军用器材科和总务科三个科服务军事通信。

### 中央军委电信总局
1949年5月18日，中共中央决定成立以军委三局主要骨干组成的军委会电信总局，军委三局局长王诤兼任电信总局局长，军委三局的三位副局长李强、刘寅、王子纲（兼北平电信局局长）、原华北军区电信处处长钟夫翔（兼天津电信局局长）。5月30日，中国人民革命军事委员会电信总局在北平西长安街3号院（今13号院）召开二千人出席的成立大会。各部门领导除董兆龙是原北平电信局副局长外，其他人员均为原军委三局各处科的主要负责人。
- 技术处：处长为孙俊人，副处长为董兆龙。
- 干部处：处长王甲纲，后任邮电部人事司、干部司司长。梁茂成任科长
- 业务处：处长王子纲兼任，副处长为崔伦、傅英豪
- 器材处：处长为申光，副处长为李荫苍
- 局务处：处长为杨迪哲，副处长为李乾
- 卫生处
- 工业管理处（7月1日成立）：处长钟夫翔兼任，副处长为王士光
- 秘书室
- 工业设计委员会。

总局负责管理与经营全国公用通信系统。北平军管会所属北平电信局改为“中央军委电信总局北平电信局”。 1949年7月6日开通北京与莫斯科之间的无线电报业务。
为了有计划地组织抢建北平联络各大区的电信线路和部署对新解放区的电信接管工作，1949年7月12日至8月8日，军委会电信总局在北平召开了由总局副科级以上干部、华北各大城市电信局与电话局局长、各老区的电信工作机构干部、华北各军分区通信科长、华北军区与东北军区通信部门领导及东北邮电总局负责人参加的工作会议。即“华北电信会议”，部署构建统一完整的华北电信网和新中国贯通全国的电信网。7月12日，王诤作主报告，对华北和全国电信工作应解决的主要问题提出了初步意见。接着，会议讨论确定了关于国营电信工作的方针和任务，关于华北电信的组织领导问题，关于农村和城市的通信联系问题，关于统一各项规章制度、建立经济制度和人事制度的问题和关于华北今后一年的电信恢复和新建计划。8月6日朱德总司令到会讲话，强调：“建设新中国电信部门是一个很重要的工作。电信建设要走经过新民主主义到社会主义的道路，应有计划有组织地统一经营，想办法把各大城市的电信逐渐统一起来。希望大家齐心协力，努力发展电信事业，努力学习业务，提高技术，提高效率，学会经营管理；要艰苦创业，公私兼顾，精兵简政，节约奉公；要看到困难、看到光明，要戒骄戒躁，把事情办好。”
1949年9月，中央决定军委三局和军委会电信总局分别领导管理全国军事通信和全国地方电信工作。电信总局机关继续在西长安街3号院办公，军委三局机关迁至不远处的与广宁伯街和机织卫胡同相邻的两个门牌也是3号的四合院办公。王诤身兼二个局长职。
1949年10月1日，在天安门广场举行盛大的开国大典。北京电信局在中央军委电信总局领导下为大会指挥部在天安门地区安装了200多部电话机，架设五十公里被覆线和数百公里的广播遥控线以及一批无线发信机，并负责广场的扩音设备，并负责广场的电动升旗（电讯总局所属901厂设计制造）。

### 邮电部电信总局
1949年10月19日，中央任命王诤兼任中央邮电部党组书记、副部长。
1949年11月1日中华人民共和国中央人民政府邮电部成立，部长朱学范。采取“统一领导，分别经营，垂直系统”的体制。即邮电部设立邮政总局与电信总局分别垂直管理、经营各自企业；各大区设邮政管理局与电信管理局。
1949年11月21日开通北京至莫斯科无线电话电路。
1949年12月，中共中央《关于电信工作的指示》，规定各解放区在政府系统下单独成立电信局。
1950年12月12日新中国第一条有线国际电话电路——北京至莫斯科有线国际电话有线载波电路正式开通。经苏联转接，开通接入欧洲国际长途电话网业务。 
1950年1月25日至2月9日，中央邮电部召开了第一次全国电信会议，决定统一全国电信，把官僚资本主义企业彻底改造为新民主主义企业；全国电信组织机构、财务制度、器材使用、人事管理做出了统一规定；拟定1950年全国电信恢复建设计划：
1. 以北京为中心，恢复、建设全国长途主要干线通信网；
2. 建设北京国际电台，以解决国际通信、对外广播和新华通讯社新闻传播的需要；
3. 整修加强首都的市内电话；
4. 恢复加强江岸、海岸电台以配合交通航务发展需要。

1950年5月，中央决定成立中央人民政府人民革命军事委员会通信部，任命王诤为部长，同时撤消军委电讯总局的番号。1950年5月，中央人民政府政务院批准在重工业部建制内成立电信工业局，由中央军委通信部代管，负责统一管理全国的电信工业企业。
1950年7月政务院决定对邮政、电信实行中央集中统一领导体制。1950年9月，电信总局被按照专业性质分为长途电话总局、无线电总局、市内电话总局，与邮政总局一起对业务工程组织与技术指导；原属电信总局和邮政总局管理的综合计划、物资、财务、人事、外事等统一由邮电部直属各局司负责。1951年，各级邮政、电信二局合并，成立邮电（管理）局。
1956年2月28日第一次开放全国会议电话。1957年12月我国第一条微波电路（24路）采用引进设备，自行设计安装，在北京至保定间建成。1958年上海试制成功第一部纵横制自动电话交换机、第一套国产明线12路载波电话机。第一套60路长途电缆载波电话机。1959年12月31日北京电话拨号开始由五位制向六位制的过渡。
1959年，邮电体制下放地方管理，实行以地方政府领导为主，垂直领导为辅。1963年，邮电体制改革，收回邮电自主权，人、财、物及业务垂直领导。120路高频对称电缆研制成功。1966年第一套长途自动电话编码纵横制交换机研制成功，在北京安装使用。
1970年1月，各级邮电局分设邮政局和电信局。邮政局由地方政府革命委员会和上级邮政局双重领导。电信局由所在地军分区、警备区、县区人民武装部领导。1973年，改革邮电体制，邮政、电信二局再次合并为邮电局，垂直领导。1970年960路微波通信系统Ⅰ型机。1972年4月30日，周恩来总理批准从美国引进卫星通信地球站的报告；北京、上海分别于合同签订后12个月内建成地球站，各具有60条电话电路和1条彩色电视节目转播通道，使中国对印度洋、太平洋上空地球同步通信卫星建立通信信道。
1976年京沪杭4管中同轴电缆1800路载波工程竣工，北京至东南五个省省会及天津、上海两市开放长途电话全自动和半自动拨号业务。 1976年7月1日北京长话大楼竣工投产。1976年与日本之间建成了海底同轴电缆。1978年120路数字微波通信系统通过鉴定；研制成功多模光纤光缆。
1982年到1990年邮电部电信总局副局长兼总工程师解晓安 负责全国电信网的自动化改造和科学化管理以及电信设备的部署、规划、标准和发展等工作。1982年福州电信局从日本富士通引进程控电话交换机。1983年9月16日，为迎接五运会，上海用150MHz频段开通了全国第一个模拟寻呼系统。1984年4月8日东方红二号试验通信卫星成功发射，4月16日定点于东经125°E赤道上空。1984年开始在长途通信线路上使用单模光纤，进入了第三代光纤通信系统。1984年5月1日，广州用150MHz频段开通了全国第一个数字寻呼系统。1987年10月，为迎接六运会，广州开通了第一代移动通信“大哥大”。
1991年万门程控数字市内电话交换机通过鉴定。1993年9月19日全国第一个数字移动电话通信网（GSM）在浙江省嘉兴市开通。1994年5月12日，邮电部公布的《全国邮电“九五”计划纲要》确定：到20世纪末，建成“八纵八横”覆盖全国省会城市和重点地区、连通世界的光缆传输骨干网。1994年4月20日开通了第一条64kb／s国际专线接入Sprint公司，实现了与因特网的全功能连接。
1994年，邮电部成立移动通信局和数据通信局。1994年3月，邮政总局、电信总局独立核算。1995年4月27日，邮电部电信总局在国家工商行政管理局正式进行了企业法人注册登记，核准名称为“中国邮电电信总局”（英文名称为：Directorate General of Telecomunications, P&T, China)，简称“中国电信”（CHINA TELECOM）。政府行政系统对内继续称“邮电部电信总局”，对外进行经济活动时使用“中国邮电电信总局”称谓。电信总局财务专用章和财务会计处公章分别改为“中国邮电电信总局财务专用章”和“中国邮电电信总局财务会计处”公章。 1997年1月，邮电部做出在全国实施“邮电分营”的决策。

### 中国电信
1999年，从中国邮电电信总局分离出来的国信寻呼有限责任公司（以下简称国信公司）成建制划入中国联通，原中国邮电电信总局在国信公司持有的股权作为国家资本金管理。2000年4月20日，中国电信的移动通信资产总体剥离组建中国移动通信集团公司，5月16日挂牌，主营移动电话业务。2000年5月17日，只剩固网业务的中国电信挂牌为中国电信集团公司。2002年5月16日，中国电信南北分拆，北方10省电信公司剥离并与小网通、吉通合并成立新的中国网络通信集团公司。